# Nou 24
Nou 24 (Nou vint-i-quatre) (anteriormente conocido como 24/9) fue el segundo canal de televisión pública de la Comunidad Valenciana (España). Anteriormente era el tercer canal, aunque pasó a ser el segundo tras su fusión con Nou 2 el 6 de julio de 2013.
El 5 de noviembre de 2013 el gobierno autonómico valenciano anunció el cierre de RTVV y el 27 de noviembre se aprobó en las Cortes. Dos días después, y tras más de doce horas de enfrentamiento con los trabajadores, la policía entró en la sede de RTVV y cortó la señal de Nou 24.

## Historia
El canal nació con el nombre de 24/9. Inicialmente emitía exclusivamente por TDT en el mux de RTVV que tenía una cobertura del 96% de la Comunidad Valenciana, pero desde el 30 de marzo de 2009, pasó a sustituir a Punt 2 en las emisiones analógicas, días después de incluirse los informativos de Punt 2 en la parrilla de 24/9.
El canal es de carácter informativo y emite boletines de noticias de 30 minutos de duración cada media hora a en punto y a la media. En ocasiones se redifunden o se alternan con reportajes de investigación, minientrevistas con personajes de la actualidad, noticias de diversos temas aprofundizadas, etc. También se emite la repetición de los informativos de Canal Nou y programas culturales de Canal Nou Dos. Desde el 20 de marzo de 2009 24/9 absorbe los 2 espacios informativos de Punt Dos (NT9 Sords y 24.2 Noticies) y pasa a emitirlos bajo otro nombre (24/9 Sords y 24/9 Nit).
Empezó con 4 presentadores según franjas horarias. De lunes a viernes, por la mañana, era la periodista Anna Valls la encargada de los boletines. Por las tardes, Arnau Benlloch, y por la noche hasta la madrugada, Josep Puchades. Nàdia Alonso, los fines de semana, pero desapareció de pantalla en febrero de 2010. Los cuatro son presentadores jóvenes y rostros conocidos por los telespectadores de Canal Nou, ya que tanto Valls como Puchades provenían de los informativos Notícies Nou (Valls como reportera de cultura y Puchades como hombre de sucesos) y Alonso y Benlloch, de programas (Matí, matí; Sense filtre), aunque este último también había hecho sus pinos recientemente en el informativo comarcal como reportero. Desde el 20 de marzo de 2009 se unió un quinto presentador, José Luís Torró, que procedía del 24.2 Noticies y que ahora presenta de lunes a viernes el informativo NOU24 Nit. En el verano de 2009 se añadieron como presentadoras Elena Avivar y Paloma Insa para reforzar la plantilla por las sustituciones de verano. Desde entonces se unieron a los rostros del canal.
Durante la temporada 2010-2011, Elena Avivar presenta el informativo Bon Dia, que se emite en simultáneo por Canal 9. Arnau Benlloch ha pasado a C9 como copresentador en el magazine matinal Bon Dia Comunitat Valenciana. Frederic Ferri recoge el testigo de la información a partir de las 10 de la mañana hasta el momento de la redifusión de la primera edición de Notícies 9. Eva Altaver se ha reincorporado como presentadora después de varios años como redactora. Se encarga de la información vespertina hasta el informativo de 10 minutos para personas sordas. Tras la reemisión de la segunda emisión del informativo de la noche, llega NOU24 Nit, copresentado por Anna Valls y Josep Lluís Torró. A este programa le sigue un A2, debate de media hora a dos bandas sobre temas de actualidad. A la medianoche, vuelve Josep Puchades. Los informativos de este presentador pueden verse en simultáneo por Nou Televisió a partir de las 2 y media.
Los fines de semana también han supuesto una revolución. Aunque continúa Paloma Insa, se incorporó Empar Recatalà.
El 6 de septiembre de 2010 el canal cambia su denominación de 24/9 a Canal Nou 24 dentro de la estrategia de reunificación de marca emprendida por RTVV.
Debido a la dura crisis que atravesaba el ente público valenciano, la dirección de RTVV informó que, a partir del 6 de julio de 2013, Nou 2 y Nou 24 pasarían a ser un nuevo canal, que mantendría esta última denominación y estaría destinado fundamentalmente a la información, la cultura y las retransmisiones. Este segundo canal surgido de la fusión también se dedica a emitir cualquier contenido, manifestación cultural o artística que fomente la difusión de la lengua y la cultura valencianas. La fusión de ambos canales fue aprobada el 5 de julio de 2013 por el pleno del Consejo en virtud del contrato programa de Radiotelevisión Valenciana, permitiendo a esta sociedad pública un ahorro anual de 2,7 millones de euros.
Por otra parte, las secciones sindicales de RTVV informaron en un comunicado que habían aceptado la propuesta de la dirección de RTVV para prorrogar la vigencia del octavo convenio colectivo hasta el 1 de noviembre del mismo año. En la nota, indicaron que las negociaciones para tal convenio colectivo empezarían el día 1 de septiembre]
El 29 de noviembre de 2013 el Consejo puso punto final a más de 24 años de historia de RTVV y 4 años de emisiones de Nou 24.

## Audiencias
A pesar de que este canal de televisión nació el 1 de marzo de 2009, sus audiencias empezaron a medirse el mes siguiente:
| Año  | Enero | Febrero | Marzo | Abril | Mayo | Junio | Julio | Agosto | Septiembre | Octubre | Noviembre | Diciembre | Media anual |
| ---- | ----- | ------- | ----- | ----- | ---- | ----- | ----- | ------ | ---------- | ------- | --------- | --------- | ----------- |
| 2009 | -     | -       | -     | 0,7%  | 0,6% | 0,6%  | 0,6%  | 0,7%   | 0,6%       | 0,6%    | 0,5%      | 0,5%      | 0,7%        |
| 2010 | 0,5%  | 0,4%    | 0,4%  | 0,3%  | 0,6% | 0,3%  | 0,3%  | 0,4%   | 0,3%       | 0,3%    | 0,2%      | 0,3%      | 0,3%        |
| 2011 | 0,3%  | 0,3%    | 0,3%  | 0,2%  |      |       |       | 0,3%   | 0,3%       | 0,3%    | 0,3%      | 0,3%      | 0,3%        |
| 2012 | 0,3%  | 0,2%    | 0,3%  | 0,3%  | 0,3% | 0,3%  | 0,5%  | 0,4%   | 0,4%       | 0,4%    | 0,3%      | 0,3%      | 0,3%        |
| 2013 | 0,3%  | 0,3%    | 0,3%  | 0,3%  | 0,3% | 0,3%  | 0,5%  | 0,6%   | 0,5%       | 0,5%    | 0,6%      | -         | 0,4%        |

## Imagen corporativa
| 2009 - 2010 | 2010 - 2013 | Octubre de 2013 - noviembre de 2013 |
| ----------- | ----------- | ----------------------------------- |